# Dudkowiec natalski
Dudkowiec natalski (Promerops gurneyi) – gatunek średniej wielkości ptaka z rodziny dudkowców (Promeropidae). Występuje w południowo-wschodnich obszarach Afryki. Nie jest zagrożony wyginięciem.

## Taksonomia
Po raz pierwszy gatunek opisał Jules Verreaux na łamach Proceedings of the Zoological Society of London w 1871. Holotyp pochodził z KwaZulu-Natal. Autor zamieścił opis głównie w języku francuskim. Nowemu gatunkowi nadał nazwę Promerops gurneyi. Jest ona obecnie (2020) utrzymywana przez Międzynarodowy Komitet Ornitologiczny (IOC), który wyróżnia dwa podgatunki, żyjące w odizolowanych od siebie zasięgach. Dudkowiec natalski tworzy nadgatunek z kafryjskim (P. cafer); możliwe, że dawniej krzyżowały się w Prowincji Przylądkowej Wschodniej.

## Podgatunki i zasięg występowania
IOC wyróżnia 2 podgatunki:
- P. g. ardens Friedmann, 1952 – wyżyny wschodniego Zimbabwe i przyległe obszary zachodniego Mozambiku (pasmo Chimanimani)[6]
- P. g. gurneyi J. Verreaux, 1871 – północna i wschodnia Republika Południowej Afryki od Limpopo (izolowane populacje) na południe wzdłuż Gór Smoczych[6]

## Morfologia
Długość ciała wynosi 23–29 cm, masa ciała samców 30–46,5 g, samic 23–43 g. Samice ubarwione są tak samo jak samce, jednak są mniejsze, z krótszymi ogonami i głowami oraz mniejszą masą ciała. Czoło, wierzch głowy i kark porastają pióra czerwonokasztanowe, przy czym pióra na wierzchu głowy mają kształt lancetowaty, zaostrzony. Pokrywy uszne brunatne. Pióra szyi mają barwę matowobrązową, z ciemnymi paskami, podobnie jak i górna część grzbietu, gdzie paski są jednak grubsze. Górna część grzbietu brunatna z oliwkowożółtym nalotem i ciemnymi paskami. Kuper i pokrywy nadogonowe żółtozielone. Skrzydła z wierzchu brunatne, lotki I rzędu wyróżniają się uwypukleniami lub emarginacjami na lotkach P4-P6 (ma je większość samców; 8,7% samic na lotce P6 ma uwypuklenie). Pokrywy podskrzydłowe i lotki III rzędu srebrzystoszare. Sterówki czarnobrązowe. Gardło i broda jasnopłowe. Występuje, lecz nie zawsze, słabo widoczny brązowy pasek przyżuchwowy. Pierś od złotobrązowej po kasztanową. Dolna część piersi i brzuch jasnopłowe, z dobrze zaznaczonymi złotobrązowymi paskami. Pokrywy podogonowe jaskrawożółte. Tęczówka orzechowobrązowa. Dziób, nogi i stopy czarne.
Pierzenie przypada na okres od września do marca.

### Wymiary szczegółowe
Wymiary szczegółowe (w mm) przedstawia poniższa tabela:
| Płeć   | Podgatunek    | D. skrzydła | D. ogona | D. górnej krawędzi dzioba (po pióra) | D. skoku  |
| ------ | ------------- | ----------- | -------- | ------------------------------------ | --------- |
| Samiec | P. g. ardens  | 87–95       | 120–174  | –                                    | 19,6–26   |
| Samiec | P. g. gurneyi | 86–101      | 94–187   | 25,8–31,9                            | 19,4–29,6 |
| Samica | P. g. ardens  | 82–84       | 117–118  | –                                    | 24        |
| Samica | P. g. gurneyi | 77–96       | 88–155   | 25,2–30,6                            | 17,4–23,1 |

## Ekologia i zachowanie
Środowiskiem życia dudkowców natalskich są obszary trawiaste i wrzosowiska. W KwaZulu-Natal w Górach Smoczych odnotowywano te ptaki na wrzosowiskach z udziałem Protea roupelliae i Protea caffra (srebrnikowate) na wysokości 1500–1800 m n.p.m.; okazjonalnie zapuszczały się do fragmentów lasów i obrzeżających je zakrzewień z udziałem Leucosidea sericea, Buddleja salviifolia i Myrsine africana. W Witwatersrand stwierdzono te ptaki na wrzosowiskach z udziałem Protea caffra, w górach Amatole (dystrykt) – z Protea lacticolor. Obserwowane są również w miastach, gdzie rosną aloesy i na plantacjach eukaliptusów. W Zimbabwe dudkowce natalskie odnotowano w skupiskach krzewów Protea–Brachystegia–Erica i w skupiskach samych srebrników (Protea).

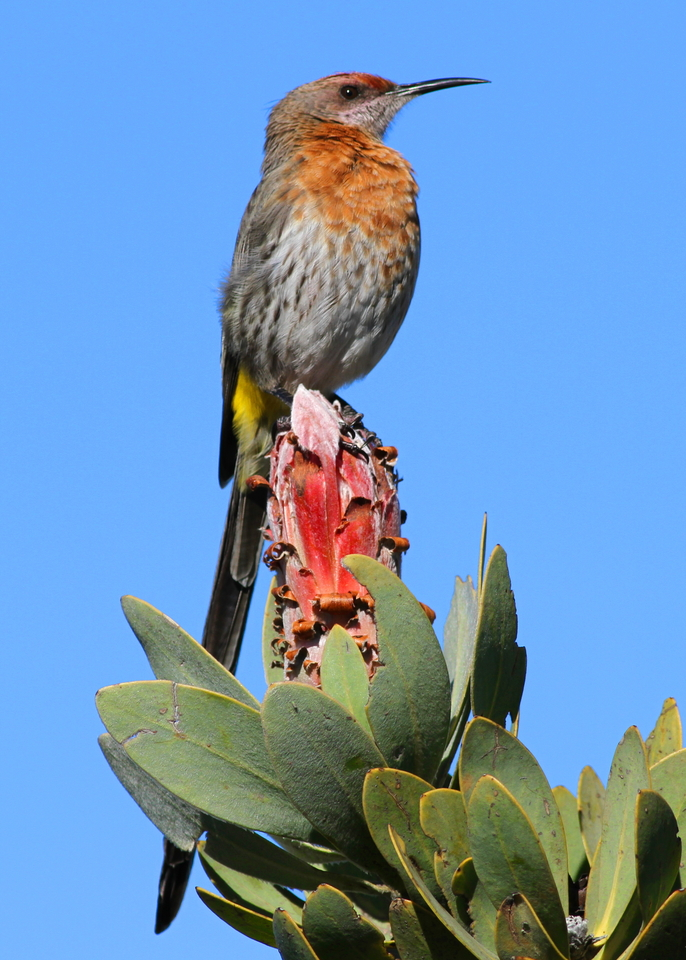
Osobnik sfotografowany w Parku Narodowym Marakele

Przeważnie dudkowce natalskie widywane są pojedynczo lub w parach, okazjonalnie w grupach 6–10 osobników. Lot nieco falisty, z gwałtownymi uderzeniami skrzydeł. W trakcie lotu godowego lub wypuszczenia złapanego ptaka zmodyfikowana lotka P6 wydaje głos zapisywany jako frrt-frrt. Są to ptaki silnie terytorialne, przeganiają nie tylko inne dudkowce natalskie, ale i wikłacze złotolice (Ploceus capensis) czy czarnotki rudoskrzydłe (Onychognathus morio). Tolerują nektarniki malachitowe (Nectarinia famosa) na tej samej roślinie, ale nie tym samym kwiecie. We krwi dudkowców natalskich stwierdzono apikompleks Leucocytozoon deswardti – stwierdzono go również u australijskiego miodojada, koralicowca kosmatego (Anthochaera chrysoptera), co sugeruje, że gatunki te mogły mieć wspólnego przodka, nim oddzieliły się dzięki dryftowi kontynentalnemu około 40 mln lat temu.
Pożywieniem tych ptaków jest nektar, pająki i owady. Stwierdzono pożywianie się na kwiatach m.in. aloesu drzewiastego (Aloe arborescens), kuflików (Callistemon), koralodrzewi (Erythrina), Grevillea, Greyia, trytomy (Kniphofia) i 7 gatunków srebrników.

### Lęgi
Okres lęgowy w obszarach, gdzie rośnie Protea roupelliae przypada na najintensywniejszy okres kwitnienia u tej rośliny. Gniazda ulokowane są 0,8–6 m nad ziemią w zaroślach srebrników lub na pojedynczej roślinie (gdy ta ma formę drzewa). Buduje je wyłącznie samica, zajmuje jej to około 5 dni. Ma ono formę masywnej konstrukcji z łodyg wrzośców i gałązek, z utworzonym w środku kubeczkiem z wyściółki w postaci delikatnych łodyg i puchu srebrników, niekiedy również liści Buddleja salviifolia. W zniesieni 1 lub 2 jaja, wymiary średnie (n=6)20,9–25 na 16,2–17 mm. Skorupka ma barwę łososiową po jasnokawową, pokrywają ją ciemnobrązowe wzorki; na bardziej obłym końcu barwa tła nieco fioletowieje. Inkubacja trwa 16–17 dni, samica wysiaduje sama. Pisklęta klują się nagie z szaroczarnym puchem na głowie, grzbiecie i skrzydłach. Mają żółte zajady i jaskrawopomarańczową nasadę dzioba. Po około 5 dniach zaczynają otwierać się im oczy i rosnąć pióra. Po 12–14 dniach życia są już w pełni opierzone. Odchody są usuwane z gniazda i wynoszone na około 5 m od niego. Przebywają w gnieździe 21–23 dni; przez kolejne 2–3 miesiące są jeszcze zależne od rodziców. Oba ptaki z pary karmią pisklęta, otrzymują one niewielkie owady (w tym modliszki i chrząszcze) i, prawdopodobnie, nektar.

## Status
IUCN uznaje dudkowca natalskiego za gatunek najmniejszej troski (LC, Least Concern) nieprzerwanie od 1994 (stan w 2020). W 1988 otrzymał klasyfikację bliskiego zagrożenia (NT, Near Threatened). BirdLife International uznaje trend populacji za stabilny ze względu na brak widocznych zagrożeń.